# Horní Domaslavice

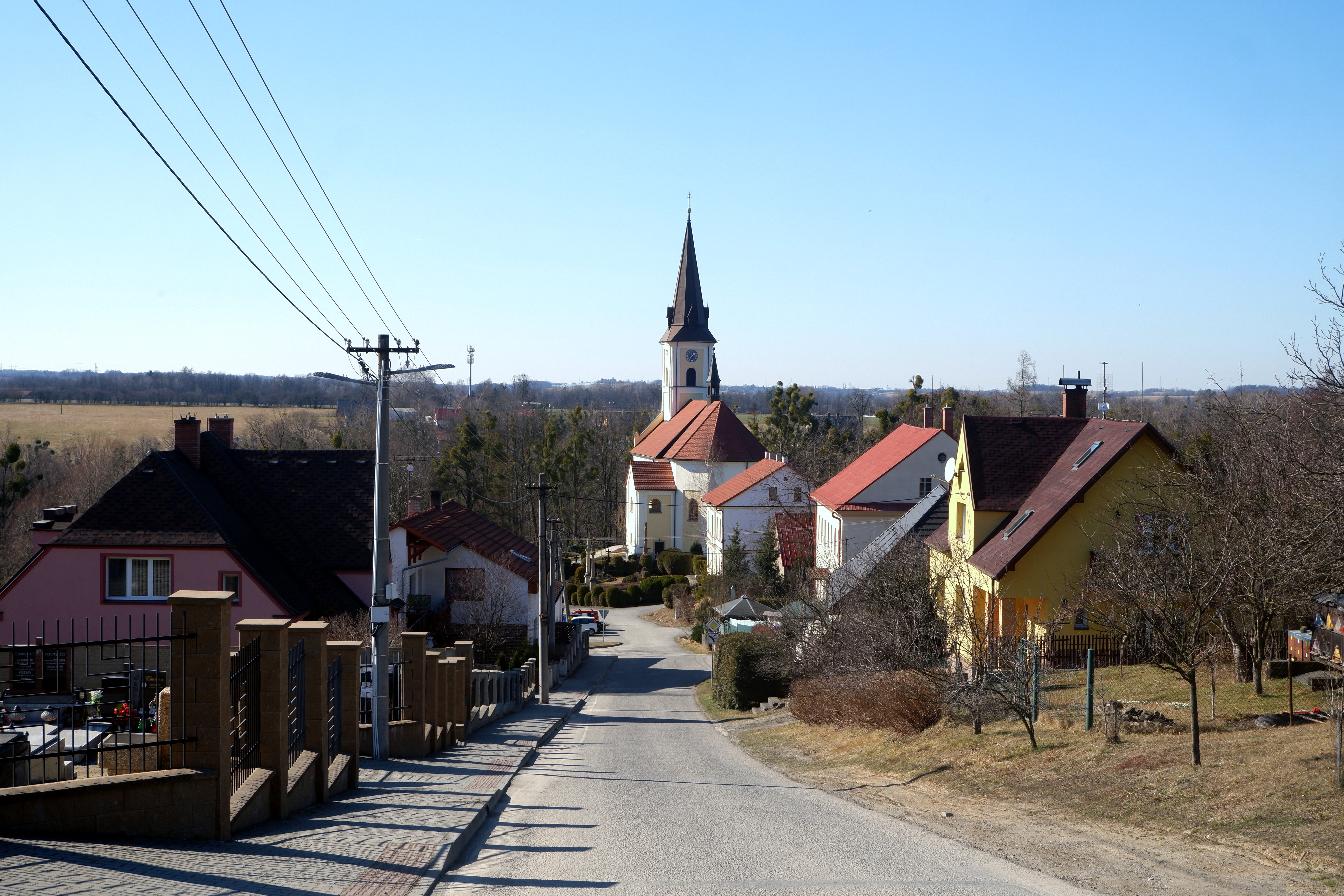
Horní Domaslavice (2025)

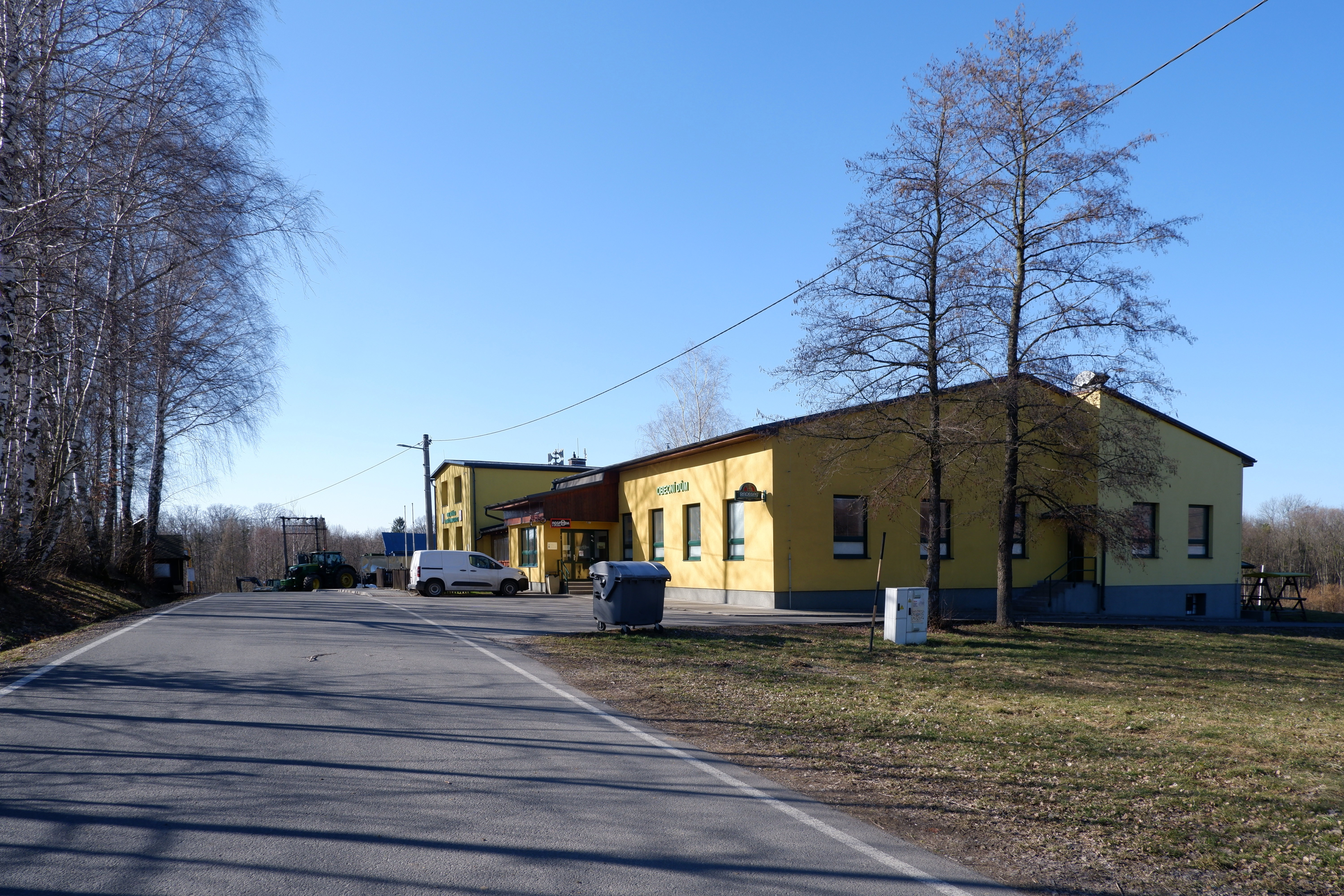
Gemeindehaus

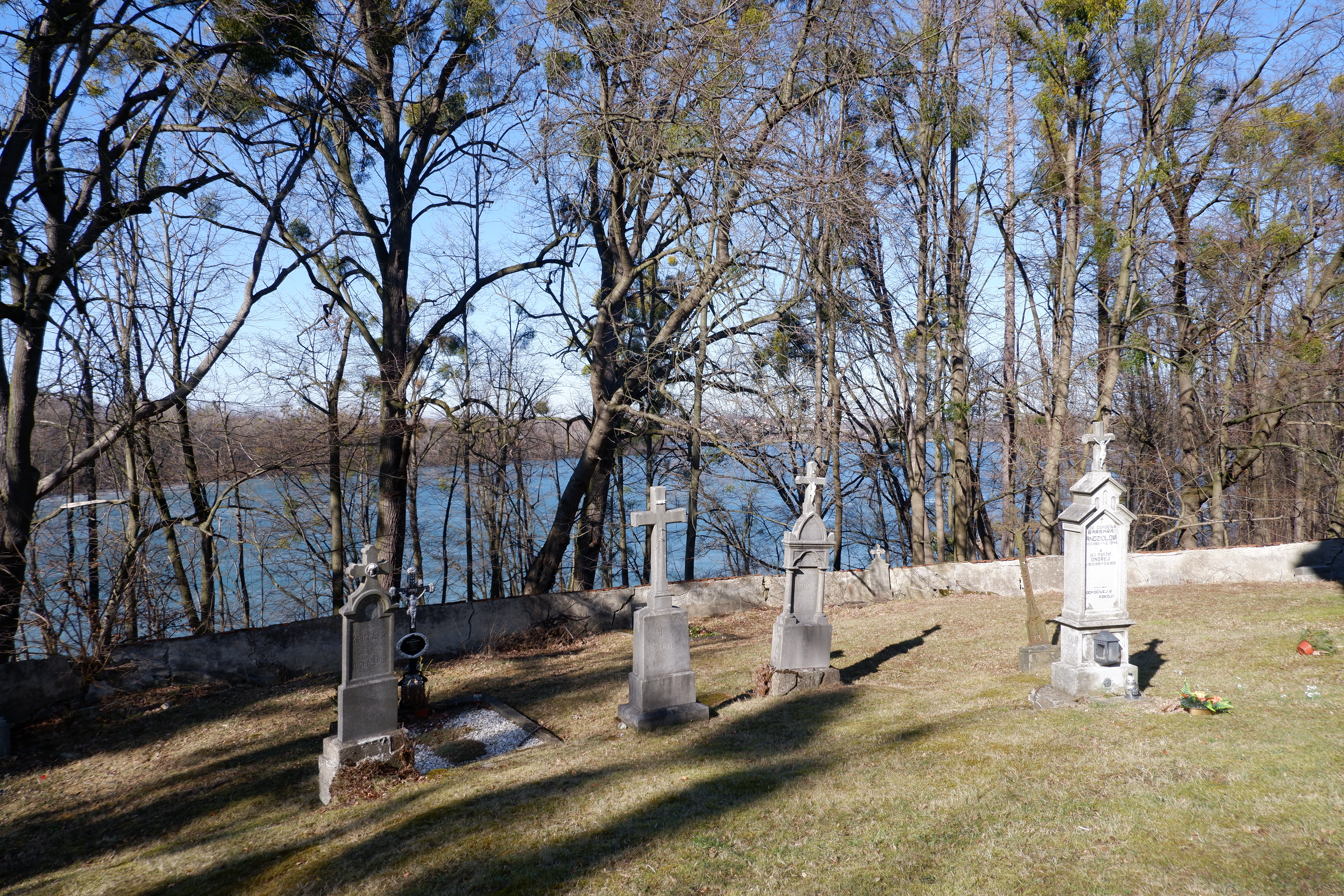
Kirchhof

Horní Domaslavice (polnisch Domasłowice Górne, deutsch Ober Domaslowitz) ist eine Gemeinde in Tschechien. Sie liegt neun Kilometer nordöstlich von Frýdek-Místek und gehört zum Okres Frýdek-Místek.

## Geographie
Horní Domaslavice befindet sich im Beskidenvorland an der Lučina am oberen Ende des Stausees Žermanice. Östlich erhebt sich der Hügel Vidíkov (362 m).
Nachbarorte sind Soběšovice im Norden, Dolní Domaslavice und Zavadovice im Nordosten, Dolní Tošanovice im Osten, Vojkovice im Süden, Podlesí im Südwesten, Pazderna im Westen sowie Bruzovice, Lučina und Kocurovice im Nordwesten.

## Geschichte
Nach alten Überlieferungen soll das Dorf Domaslovice in der ersten Hälfte des 13. Jahrhunderts durch den schlesischen Fürsten Domaslav gegründet worden sein. Erste schriftliche Nachrichten über den Ort stammen aus dem Zehntverzeichnis des Bistums Breslau aus dem Jahre 1305. Bis ins 15. Jahrhundert war der Ort Sitz der Vladiken von Domaslovice. Danach wechselten sich verschiedene schlesische Adelsgeschlechter als Besitzer der Grundherrschaft ab. Zu ihren gehörten ab 1494 die Marklovský von Žebrák, die Pelhřim von Třánkovice (Pelchrzim), ab 1619 die Tluk von Toschanowitz, von 1654 bis 1718 die Grafen Saint Genois von Aneaucourt, danach bis 1724 wieder die Tluk von Toschanowitz. Anschließend folgen die Herzan von Harras und ab 1753 die Marklowski von Pernstein. 1773 wurde bei einem Brand das Pfarrarchiv vernichtet. 1782 erwarben die Grohmann von Gronau die Güter. 1830 wurde ein Teil der Güter an die Tschammer auf Iskrziczin verkauft.
1850 entstand die politische Gemeinde Domaslovice / Domaschlowitz im Bezirk Teschen. Diese wurde 1864 in zwei selbstständige Gemeinden – Ober und Nieder Domaschlowitz – aufgeteilt. 1868 bestimmte der Pfarrer Habrnal in seinem Testament einen Teil seines Vermögens für den Bau einer Kirche auf dem Gruň. Die Familie Grohmann verkaufte das Schloss 1883 an Hans Freiherr von Mattencloit. Dieser war ein Glücksspieler und verlor große Teile seiner Güter am Kartentisch. Bereits vor seinem Tode im Jahre 1929 ließen seine Schwäger in der Mitte der 1920er Jahre das ruinöse Schloss abtragen.
Seit 1921 gehörte Horní Domaslovice zum Bezirk Český Těšín. Im Jahre 1926 erfolgte die Änderung des Gemeindenamens in Horní Domaslavice. 1938 wurde das im Westen des Olsagebiets gelegene Dorf unter dem Namen Domasłowice Górne an Polen angeschlossen. Nach der deutschen Besetzung wurde Ober Domaslowitz 1939 zunächst dem Bezirk Friedeck im Protektorat Böhmen und Mähren und ein Jahr später dem deutschen Landkreis Teschen zugeordnet. Nach dem Zweiten Weltkrieg kam Horní Domaslavice zur Tschechoslowakei zurück und wurde Teil des Okres Místek.
In den 1950er Jahren entstand nördlich der Gemeinde der Stausee Žermanice. Im Zuge des Talsperrenbaus wurde Dolní Domaslavice abgerissen und östlich über dem Tal neu angelegt. Ab 1961 gehörte die Gemeinde zum Okres Frýdek-Místek. Zwischen 1980 und 1990 war Horní Domaslavice als Dobrá 7-Horní Domaslavice  nach Dobrá eingemeindet. Seit 1996 führt die Gemeinde ein Wappen und Banner.

## Gemeindegliederung
Für die Gemeinde Horní Domaslavice sind keine Ortsteile ausgewiesen. Zu Horní Domaslovice gehören die Ansiedlungen Liščina, Podlesí und Vidíkov.

## Sehenswürdigkeiten
- barocke Pfarrkirche Jakobus des Älteren, errichtet 1739–1745 in der Mitte des Dorfes Domaslovice. Zwischen 1803 und 1806 erfolgte der Anbau des Turmes. Nach der Teilung in zwei Dörfer bildete sie die Grenze zwischen Horní und Dolní Domaslovice. Heute steht die Kirche südlich des Stausees Žermanice, der das alte Dolní Domaslovice überflutete. Seit 1999 ist die Kirche ein Denkmal.
- Kapelle der hl. Anna, erbaut um 1654
- Reste des Schlosses Horní Domaslovice, das nach 1782 im Empirestil für die Familie Grohmann von Gronau an Stelle einer alten Feste erbaute Schloss wurde nach 1925 abgerissen. An den erhaltenen Grundmauern befinden sich Schautafeln.
- Statuen der Jungfrau Maria, des hl. Florian und des hl. Johannes von Nepomuk im Schlosspark
- Teich Mořské oko, der Teich entstand in einem zum Bau des Schlosses angelegten Steinbruch